# (6688) Donmccarthy
(6688) Donmccarthy (1981 ER17) – planetoida z grupy pasa głównego asteroid okrążająca Słońce w ciągu 5 lat i 175 dni w średniej odległości 3,11 j.a. Została odkryta 2 marca 1981 roku w Siding Spring Observatory, w Australii przez Schelte Busa.